# شهرستان بوشینگ
شهرستان بوشینگ (به لاتین: Boxing County) یک منطقهٔ مسکونی در چین است که در بینژو (شاندونگ) واقع شده‌است. شهرستان بوشینگ ۹۰۰٫۷ کیلومتر مربع مساحت و ۴۸۶٬۵۰۰ نفر جمعیت دارد و ۸ متر بالاتر از سطح دریا واقع شده‌است.